# Centro di Geodinamica Applicata
Il Centro di Geodinamica Applicata o la CPGeo (in russo: Центр прикладной геодинамики; in inglese: Centre of Applied Geodynamica) è una compagnia aerea russa con la base tecnica all'aeroporto di Mosca-Bykovo, nell'Oblast di Mosca in Russia europea.

## Flotta
La CPGeo ha la flotta composta dagli aerei sovietici-russi:
- 1 Antonov An-26 (RA-26639)
- 1 Antonov An-30 (RA-30006)

## Strategia
La CPGeo ha la base tecnica in Russia, la maggior parte dei voli della compagnia aerea sono effettuati per conto del Centro di Geodinamica Applicata situato a Ljubercy, nell'Oblast' di Mosca, nella Russia europea.
Gli aerei Antonov An-30 effettuano i voli di ricognizione aerea, elaborazione fotogrammetrica e stereotopografica di immagini, l'interpretazione di fotografie aeree e immagini satellitari, la creazione di modelli tridimensionali di mappe del terreno, la creazione di immagini tematici e speciali del territorio, la creazione di sistemi informativi territoriali, tutti i tipi di indagine geologici, le indagini e le inchieste ambientali, il monitoraggio e mappatura ecologica, la creazione e l'organizzazione del lavoro sul terreno, l'aggiornamento delle mappe terrestri ed il lavoro di inventario, compreso l'inventario dei terreni e di immobili.